# Hôtel Ravenstein
L'Hôtel Ravenstein (ancien Hôtel de Clèves-Ravenstein) est un hôtel aristocratique de la fin du XVe siècle situé au numéro 3 de la rue Ravenstein, à côté du Palais des beaux-arts de Bruxelles, en Belgique.

## Historique
L'Hôtel Ravenstein est l'ultime exemple d'hôtel aristocratique du tournant du XVe siècle au XVIe siècle conservé à Bruxelles,.
Il faisait à l'origine partie d'un vaste ensemble de bâtiments érigés à l'emplacement de l'ancien Hôtel de Meldert par Adolphe de Clèves-Ravenstein et son fils Philippe, seigneurs de Ravenstein, aux Pays-Bas.
L'Hôtel a été restauré en 1893-1894 par Paul Saintenoy et en 1934-1937 par François Malfait, architecte de la Ville de Bruxelles.
Il fait l'objet d'un classement au titre des monuments historiques depuis le 27 septembre 1937 sous la référence 2043-0014/0.

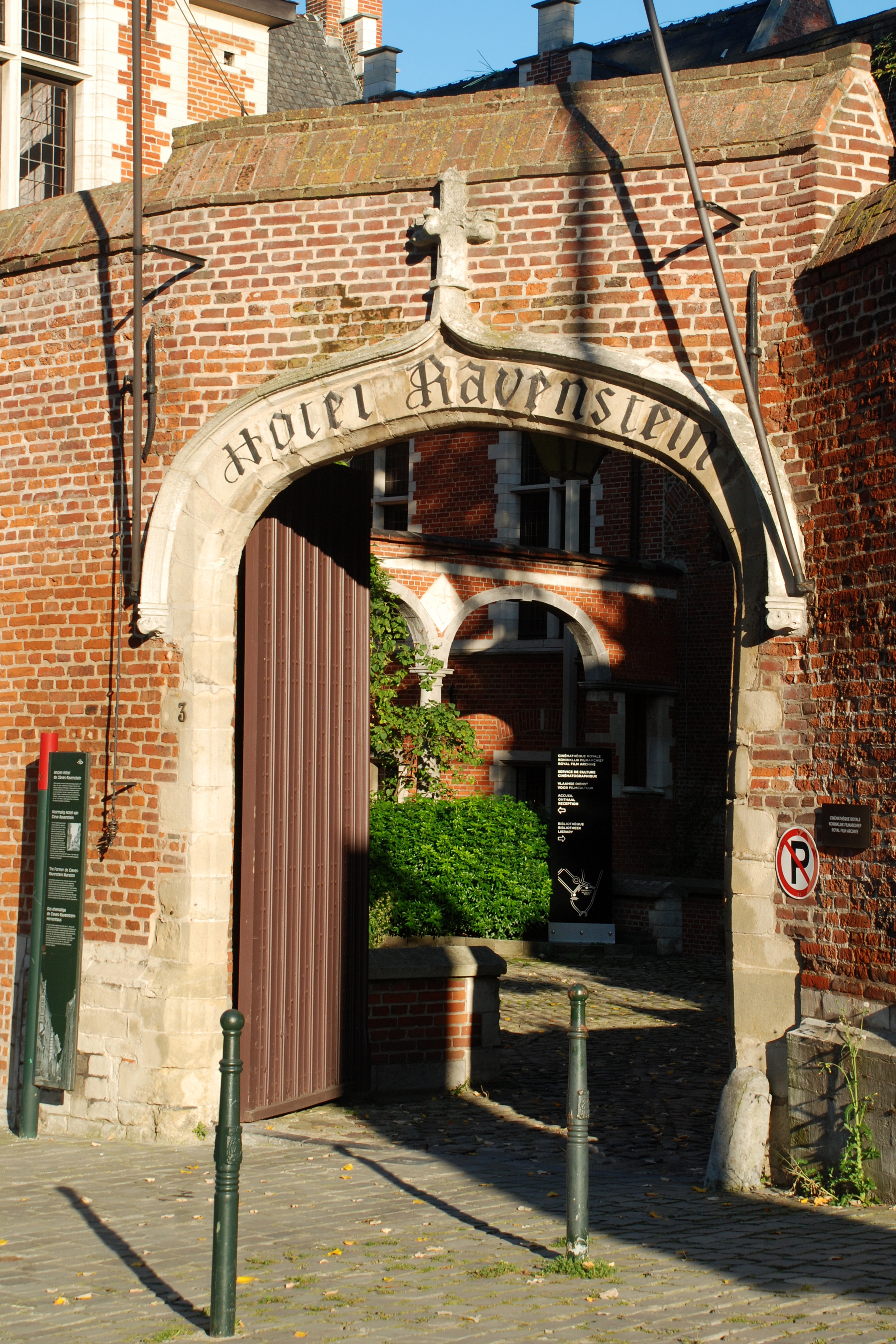
Le portail

## Architecture

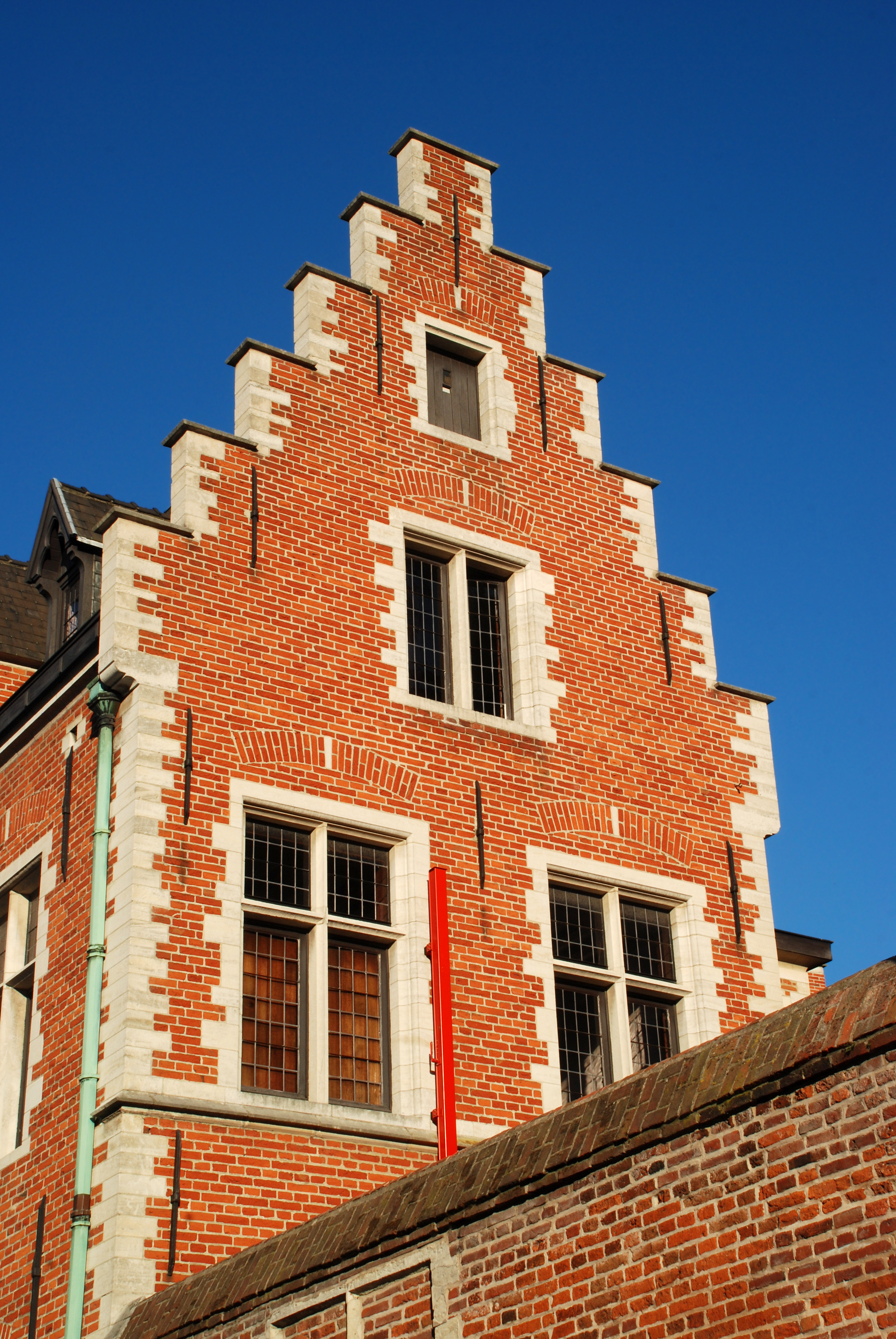
Le pignon sud

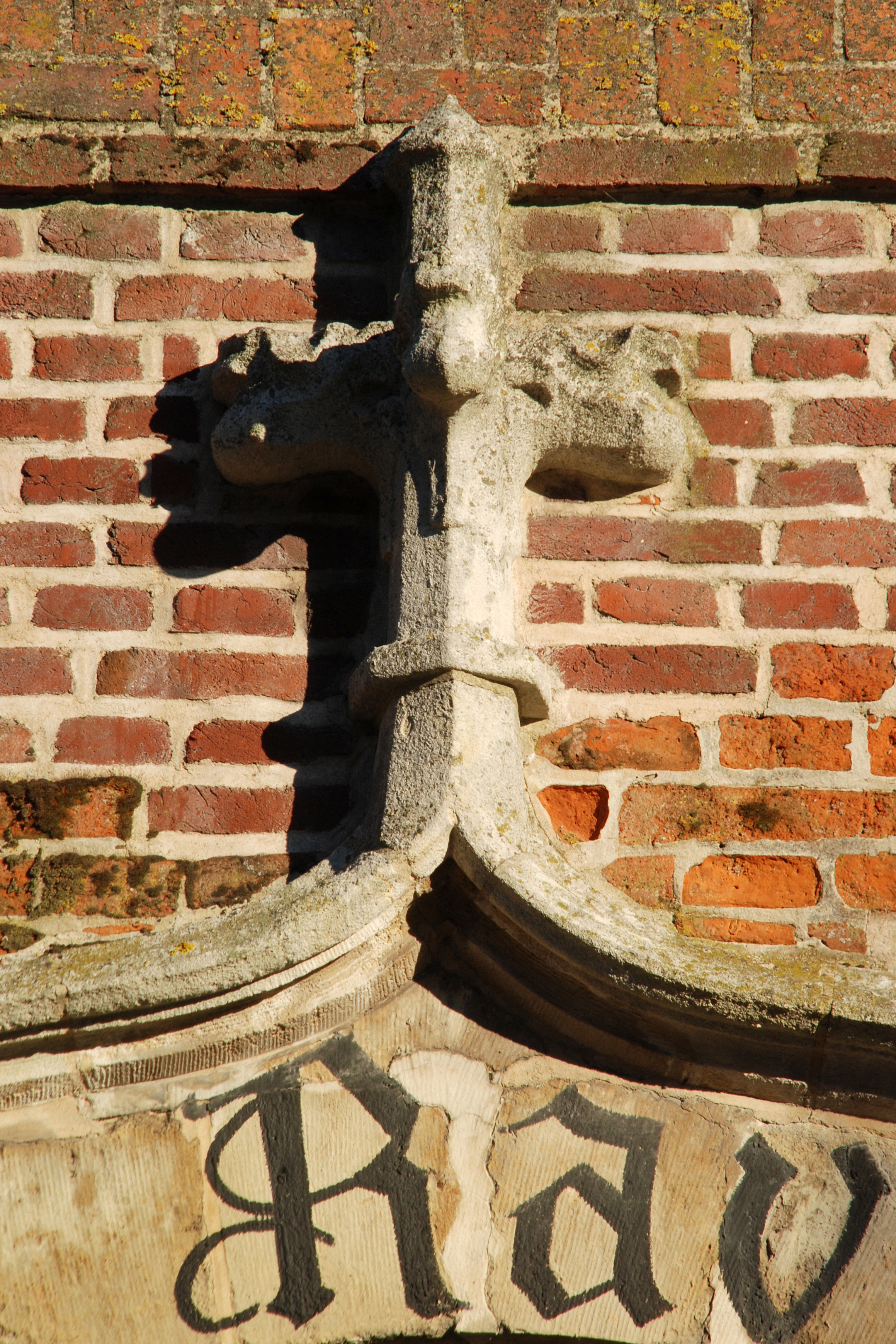
Fleuron gothique du portail

## Accessibilité
| ___ | Ce site est desservi par les stations de métro : Parc et Gare Centrale. |